# Ambasada RP w Teheranie
Ambasada Rzeczypospolitej Polskiej w Teheranie (ang. Embassy of the Republic of Poland in Tehran) – polska misja dyplomatyczna w stolicy Iranu.
Polska i Iran nawiązały stosunki dyplomatyczne 19 marca 1927.

## Struktura
- Wydział Polityczno-Ekonomiczny[2]
- Wydział Konsularny[2]
- Referat Administracyjno-Finansowy[2]
- Biuro Attaché Obrony[2]